# Бекатова, Зумрад Рахимбаевна
Зумрад Рахимбаевна Бекатова (узб. Бекатова Зумрад Рахимбаевна, род. 14 января 1968 года, Каракалпакская АССР, Узбекская ССР, СССР) — политик, депутат Законодательной палаты Олий Мажлиса Республики Узбекистан III и IV созывов.

## Биография
Зумрад Рахимбаевна родилась 14 января 1968 года в Амударьинском районе, Республика Каракалпакстан. По образованию врач-терапевт.
В III и IV созывах член Комитета Законодательной палаты Олий Мажлиса Республики Узбекистан по вопросам охраны здоровья граждан, член фракции Демократической партии Узбекистана «Миллий тикланиш». В IV созыве от Амударьинского избирательного округа № 4.